# A rejtelmes sziget
A rejtelmes sziget Jules Verne 1875-ben megjelent robinzonád regénye.
A rejtelmes sziget először 1874. január 1. és 1875. december 15. között jelent meg a Magasin d’éducation et de récréation 10-11. évfolyam 217–264. számaiban, L'Île mystérieuse címmel. Könyv formában Pierre-Jules Hetzel, Verne kiadója adta ki a Különleges utazások sorozatban. Az első rész L'lle mystérieuse. Les Naufragés d'air (A levegő hajótöröttei) címmel 1874. szeptember 10-én, a második rész L'lle mystérieuse. L'Abandonné. (A száműzött) címmel 1875. május 12-én és a harmadik rész L'lle mystérieuse. Le Secret de L'île. (A sziget titka) 1875. november 22-én jelent meg, a három rész egy kötetben, illusztrációkkal szintén ekkor látott napvilágot.
A regényből Franciaországban a szerző életében több mint 44 000 példány kelt el. A mű számos filmnek, rádió- és videójátéknak szolgált és szolgál forrásul.
...vannak szigetek, amelyek csak arra jók, hogy kellemessé tegyék a hajótörést, és a szegény ördögök könnyen boldoguljanak rajtuk.

## Keletkezés, inspiráció
A regény első változatának a címe Robinson bácsi és a hajótörött család volt, egyértelműen mutatva az író Defoe Robinson Crusoe és Johann David Wyss Robinson család regények iránti rajongását.
Verne már az 1869-1870-es években dolgozott ezen a könyvön, szerkesztőjének, Hetzelnek 1870 márciusában írt levele szerint igen lelkesen: "Robinson közepén vagyok, csodálatos dolgokat találok ott, elkezdtem! Testem elveszett, és már nem tud másra gondolni”. Hetzelnek azonban nem tetszett az, amit Verne átküldött, megmutatott neki, túl vontatottnak tartotta a történetet, a cselekmény újragondolására biztatta az írót. Verne emiatt félretette ezt a regényt, megírta az Utazás a Hold körül, A Chancellor, a Három orosz..., Az úszó város és a 80 nap alatt a Föld körül regényeket, majd ismét nekiült a robinzonádnak. Az eredeti ötletét jóval később, A Robinsonok iskolája regényben használja fel.
Verne először úgy tervezte, hogy a vulkánkitörés elpusztítja a telepeseket, de Hetzel elutasította ezt a véget. Így találnak menedéket egy sziklán. "Ebben a helyzetben már sem az ész, sem a tudás nem segíthetett rajtuk." – végső megmenekülésüket sokszoros szerencsés véletlenek sorozatának köszönhetik.
Még Daniel Defoe és Wyss képzelt hősei vagy a Selkirkek és Raynalok, a Juan Fernández-i és aucklandi szigettenger hajótöröttei sem kerültek soha ennyire szorult helyzetbe. – írta munkájáról Verne Hetzelnek. A két már említett szerzőn mellett nevesített harmadik író François Édouard Raynal. A francia hajós önéletrajzi írása (Les Naufragés, ou Vingt mois sur un récif des îles Auckland - A hajótöröttek avagy húsz hónap egy zátonyon az Auckland-szigeteknél) erősen hatott a születő műre. Raynal egyik kulcsmondata: "Segíts magadon és az ég is megsegít" határozottan visszaköszön Verne regényében. "Robinsonád két változatát már eltalálták. De Foe egyedül vettette a férfit partra, Wyss elvitte a családot [...] Harmadikat utat kell járnom, ami nem az egyik, és nem a másik" – írta Hetzelnek. Másik Hetzelnek írt levele "a kémia témájával foglalkozó regény"-ről szól, gyakorlatilag a semmiből kiindulva kell a főszereplőknek mindent előállítani, még a kénsavat is, amely akkoriban az egyik legfejlettebb vegyipari termék volt.
A Különleges utazások sorozat sorozatban Jules Verne célja a földrajzi–, biológiai–, kémiai– és tudományos ismeretek átadása a fiatal olvasóknak, célközönségnek. Ezért Cyrus Smith mérnököt százada tudományos ismereteinek birtokosává tette, ahogy a fiatal Harbert botanikai és természettudományos ismeretei szinte enciklopédikusak.
Defoe vs. Verne
Verne remekműnek tartotta Defoe regényét, de nem hibátlannak. Vernénél a hősök egy szál ruhában menekülnek meg a viharból a lakatlan és ismeretlen szigetre. Az első részben önerőből hoznak létre a túléléshez szükséges eszközöket, termelnek meg élelmiszert, csak ezt követően ajándékozza meg Verne hőseit hasznos, de nem létszükségletet kielégítő tárgyakkal.
Verne vitatta, hogy huszonnyolc évet le lehet élni magányosan anélkül, hogy az emberiségtől elzárt ember állattá válna. Ayrton karaktere Verne válasza Defoe Robinsonjára, Ayrton tíz év alatt elállatiasodik, noha szigetre kerülésekor egy három ember ellátására alkalmas, működő gazdaságot vehetett át.

## Történet
Öt férfi az amerikai polgárháború sújtotta Richmondból léghajóval menekül el. Egy vihar messze sodorja őket, egy Csendes-óceáni lakatlan szigeten érnek földet.
A három részes regény első részében a hajótöröttek, vagy ahogy inkább nevezik magukat, telepesek az életükért küzdenek. Élelmet, szállást kell szerezniük, majd eszközöket alkotva javítani életkörülményüket. A csapat vezetője Cyrus Smith mérnök, aki a sziget gazdag nyersanyagait felhasználva vasat, téglát, szappant, robbanószert állít elő. Gedeon Splilett újságíró és a tengerész Pencroff ismeretei jól kiegészítik Smith-szét, így a kezdeti természet alkotta lakhelyet felváltják egy maguk által emelttel, majd a felfedezett Grant-tó vízszintjét csökkentve annak korábbi lefolyó barlangrendszerét teszik lakhelyükké. Az első rész végére némi biztonsággal nézhetnek a jövőbe, rendelkeznek élelem-raktárral, szerszámokkal, elő tudják állítani a szükséges eszközöket. Növekvő nyugalmukat megzavarja, hogy az egyik elfogyasztott ételben sörétet találnak. Lehet, hogy nincsenek egyedül?
A második részben bejárják a szigetet, de nem akadnak más ember nyomára. A telepesek Gránitpalotának nevezett lakhelyét majmok szállják meg, felhúzzák a kötéllétrát is, amelyen át az megközelíthető. Több órás reménytelen küzdelem és várakozás után a majmok váratlanul elhagyják a barlangot, még a kötéllétrát is előzékenyen leengedik – nincs magyarázat a miértre. Az egyik támadó, egy orángután a telepesek fogságába esik, akik megszelídítik, ház körüli munkára fogják. Sőt, nevet is adnak neki: ő lesz Jup (vagy Jupe).
A telepesek kisebb hajót építenek, egy kifogott palackposta üzenete alapján elhajóznak a szomszédos, alig háromszáz kilométerre fekvő Tabor-szigetre. Ott találnak rá Ayrtonra, aki teljesen elállatiasodott. Visszatérnek a Lincoln-szigetre. Ayrton lassan újra ember lesz, feltárja múltját megmentői előtt, de továbbra is kívülállóként viselkedik.
Ebben a részben szaporodnak meg a megmagyarázhatatlan történések. Az első Smith megmenekülése volt még az első rész elején, ő a parttól nem messze leesett az aláhulló léggömbről, mégis a parton találtak rá társai egy széltől védett szikla-üregben. A második Topnak, a mérnök kutyájának a rejtélyes megmenekülése. A kutyát egy ismeretlen erő lerántotta a Grant-tó mélyébe, ahonnan váratlanul szinte a partra repült. Ezt követte a sörét. Majd ennek a résznek az elején egy ládát sodort partra a víz, amelyben csupa olyan dolgot találnak, ami életüket megkönnyíti, egyszerűbbé tesz. Az említett kötélhágcsó leengedésre sincs elfogadható magyarázat. És végül Ayrton biztosan állítja, hogy nem bocsátott útjára palackban segélykérést.
A harmadik rész első felében egy véletlenül arra vetődő kalózhajóval kell megküzdenie a telepeseknek. Ayrton önfeláldozó küldetése nem jár sikerrel, nem tudja felrobbantani a hajót, így annak legénysége partra száll. Az első két csónaknyi kalózzal még elbánnak a telepesek, de a hajó ágyúival veszi célba őket. A vitorláshajó váratlanul felrobban a part mentén. A telepesek igyekeznek minél több mindent megmenteni a fedélzetről, mielőtt a tenger elmossa a roncsot. Közben megfeledkeznek egy fél tucat kalózról, akik korábban partra szálltak. Ayrton eltűnik, Harbertet pedig meglövik. Bár Spilett minden tudását beveti, a Gránitpalotának nevezett sziklabarlangba szállított fiú állapota folyamatosan romlik. Egyik nap újabb csoda történik, a megközelíthetetlen lakhely asztalán a gyógyuláshoz szükséges kinint találnak. A fiú meggyógyul, a megmaradt kalózok után hajtóvadászatot rendeznek, de már csak holttestükre találnak rá.
Üzenetet kapnak az ismeretlen jótevőtől, követve az utasításokat megtalálják a sziget egyik sziklabarlangjába szorult tengeralattjárón, a Nautiluson Nemo kapitányt. A haldokló Nemo beszél életéről, megvallja, ő volt az ismeretlen jótevő. Kérésének megfelelően a telepesek távozáskor lezárják a Nautilust és a barlang mélyére süllyesztik.
Nemo figyelmeztette Smith-t, hogy a sziget vulkánja aktivizálódik, ennek látható jelei is vannak. A telepesek kétségbeesve minden idejüket egy megfelelő hajó építésére fordítják, ám a vulkán előbb robban fel, semmisíti meg a teljes szigetet, mint elkészülnének. Sziklák maradnak csak a sziget helyén, itt várják az éhező és szomjazó telepesek a csodát. És feltűnik a Duncan, amely több évvel korábban a Tabor-szigeten kitette Ayrtont, most jöttek érte. Egy ott hagyott üzenet irányította át a Lincoln-szigetre őket. Az üzenetet nem a telepesek, nem Ayrton hagyta, hanem Nemo kapitány.

## Szereplők

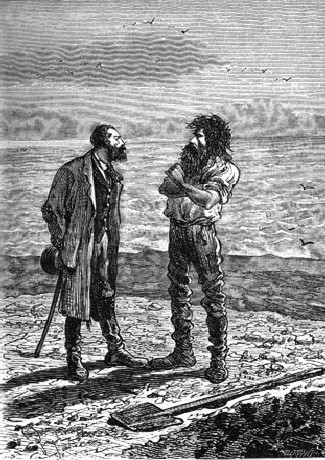
Cyrus Smith (b) és Ayrton (j)

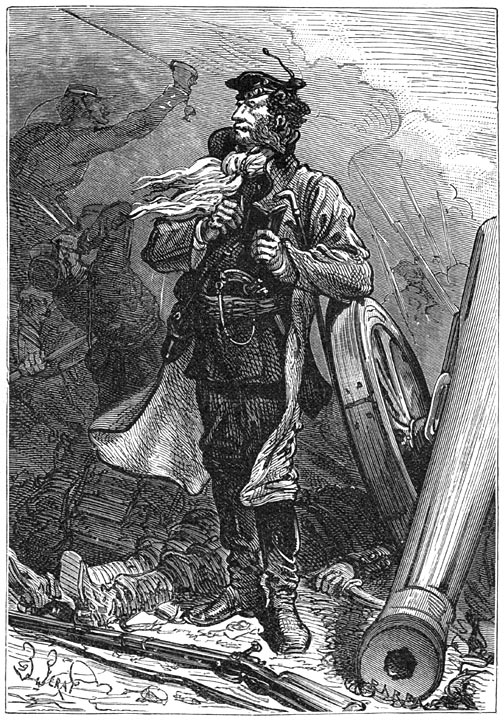
Splilett Gedeon.

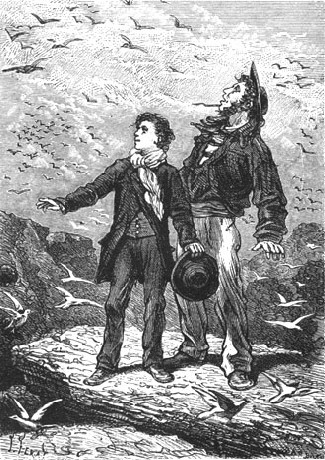
Splilett Gedeon.

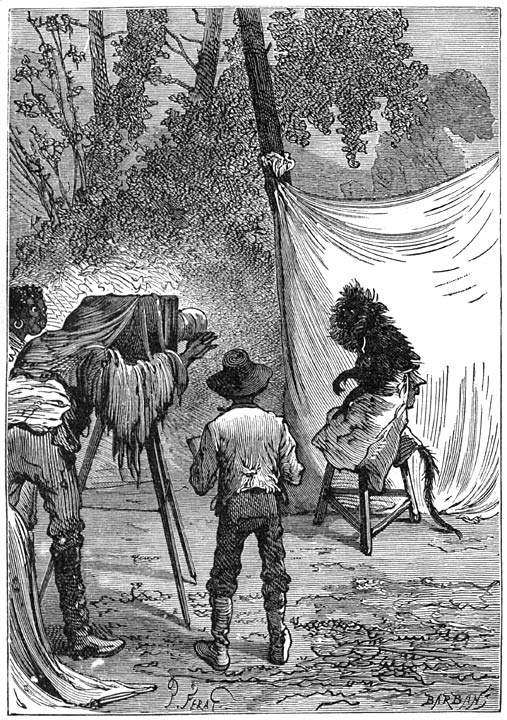
Harbert (b) és Pencroff (j)

- Cyrus Smith Massachusettsből származott, mérnök volt, elsőrendű szakember; a háború alatt az Unió hadvezetősége rábízta a hadászatilag oly fontos vasutak igazgatását. Igazi északi ember volt, szikár, csontos, ösztövér; negyvenöt éves lehetett, kurtára nyírt haja és a szakálla őszbe csavarodott már, busa bajuszát pedig ugyancsak hosszúra növesztette. Nemes arcéle a régi érméken látható domborművekére hasonlított; izzó szem, szigorú száj, egy hadiakadémia tudósának vonásai. Azok közé a mérnökök közé tartozott, akik úgy kezdik mesterségüket, hogy nem restellik megragadni a csákány és a kalapács nyelét, mint ahogy némely tábornok is egyszerű közlegényként indul pályafutásán. Ezért aztán nemcsak szellemileg lett igen találékony, hanem nagyszerű kézügyességre is szert tett. Izomzata egészen szokatlan rugalmasságról tanúskodott. Mint valóban a tettek embere - s egyszersmind gondolkozó lény is - könnyedén cselekedett, csak úgy duzzadt benne az élet, erőfeszítés nélkül véghezvitt mindent, aminek nekifogott, szívós kitartása minden balsorssal dacolt. Igen művelt volt, igen gyakorlatias, igen agyafúrt - hogy ezzel az ősi szóval jellemezzük leleményességét, amellyel minden kutyaszorítóból kiverekedte magát -, mindig higgadt, remek vérmérsékletű; a legcsüggesztőbb körülmények közt sem vesztette el a fejét, magas fokon egyesítette magában mind a három tulajdonságot, amely együtt meghatározza az energikus embert: a testi és szellemi fürgeséget, a kezdeményezőkészséget és az erős akaratot.[10]
- Gedeon Spilett, ...a New York Herald tudósítója, akinek az volt a feladata, hogy az északi seregek kötelékében beszámoljon a háború fordulatairól. Mint erős akaratú, bármikor bármilyen vakmerőségre kész férfi, nagy érdemeket szerzett, csak úgy szikrázott az ötletektől; mint katona és mint művész bejárta az egész világot, gyorsan határozott, erélyesen cselekedett, ha pedig arra került sor, hogy kiszimatoljon valamit, akkor nem ismert fáradságot, nem törődött sem a nehézségekkel, sem a veszedelmekkel, valóságos hőse volt a kíváncsiságnak, vakmerően hajszolta az érdekességet, a hírújdonságot, az ismeretlent, a lehetetlent...  Gedeon Spilett magas termetű volt. Legföljebb negyvenéves lehetett. Arcát vörösbe játszó szőke barkó keretezte. Tekintete nyugalmat árasztott, pillantása ugyanakkor élénken és gyorsan villant. Szemén meglátszott: olyan emberé, aki megszokta, hogy tüstént fölmérje látóköre legapróbb részleteit is. Szívós szervezete jól tűrte a legszélsőségesebb éghajlatokat is, törhetetlen volt, akár a hideg vízben edzett acél.[10]
- Bonadventure Pencroff Tagbaszakadt, napbarnította tengerész volt, Pencroffnak hívták, harmincöt-negyven éves lehetett; szeme élénken és vidoran hunyorgott, arcáról pedig csak úgy áradt a jóindulat. Ez a Pencroff Amerika egyik északi államából származott, a földgolyó minden tengerét behajózta már, és minden rendkívüli kalandot átélt, ami kétlábú, tollatlan lénnyel csak megeshetik. Mondanunk sem kell, hogy vállalkozó szellemű, minden merészségre kész egyéniség lévén nem riadt vissza semmitől az égvilágon.[10] Volt hajókapitánya fiának, Harbert Brownnak gyámja.
- Harbert Brown A fiú kitűnően értett a természetrajzhoz, valóságos szenvedéllyel tanulmányozta mindig ezt a tudományágat. Édesapja irányította erre az útra: Boston legkiválóbb professzoraival taníttatta, azok pedig nagyon megkedvelték az értelmes és szorgalmas kamaszt.[11] A fiú árva, Pencroff viseli gondját.
- Nabuchodonosor (Nab) Cyrus Smith... inasa, aki életre-halálra gazdája hűséges szolgájának vallotta magát... Ez a vakmerő néger Cyrus Smith földbirtokán született, rabszolga apától és rabszolga anyától, ám a felfogásában és érzelmeiben abolicionista mérnök már régen fölszabadította. A fölszabadított rabszolga azonban nem akart elszakadni gazdájától. Úgy szerette, hogy életét is szívesen áldozta volna érte. Harmincéves, acélos izmú legény volt, fürge, ügyes, nyílt eszű, barátságos, kedves modorú, némely dologban kissé gyermeteg, de mindig mosolygós, szolgálatkész és jóindulatú. Nabuchodonosornak hívták, de inkább csak neve kurtított alakjára, a családiasabban hangzó Nab névre hallgatott.[10] Ha Smith Massachusettsből származott, akkor nem lehetett Nab soha a rabszolgája, de még Nab anyja és apja sem nagyon, mert Massachusetts 1780-ban, elsőként az államok között, teljesen eltörölte a rabszolgaságot. A XXI. századi olvasó számára Verne szóhasználata sértő lehet, de hasznos tudni, hogy Verne műveiben kiállt a rabszolgaság eltörlése mellett.
- Ayrton, a Britannia fertálymestere, Ben Joyce álnéven haramia, szökött rab, a Tabor-szigeten él önkéntes száműzetésben
- Nemo kapitány, Dakkar hercege, a Nautilus építtetője, tulajdonosa és kapitánya

- Top  a vizsla és a skót juhászkutya pompás keverék példánya, amely a két kereszteződött fajta sajátságai közül a vadászeb két legfontosabb jó tulajdonságát: a gyors lábat és a finom szaglóérzéket örökölte.[12]
- Jupiter (Jupe vagy Jup, fordítástól függően) Az emberhez legközelebb álló fajták egyikéhez tartozott, arcéle nem sokban különbözött bizonyos ausztráliai bennszülöttekétől vagy a hottentottákétól. Orangután volt, és hiányzott belőle a pávián vadsága, a makákó szeleburdisága, a csimpánz tisztátalan természete, a törökmajom ingerlékenysége és a kutyafejű majom ösztönös rosszindulata. Az emberszabású majmok e fajtájának sok tulajdonsága szinte már emberi értelemről tanúskodik. Házimunkára is betanítható, fölszolgál az asztalnál, kitakarítja a szobát, kikeféli a ruhát, fényesre dörzsöli a cipőt, ügyesen bánik késsel-villával, sőt a bort sem veti meg... A majom ... jól fejlett, tagbaszakadt jószág, hat láb magas, csodálatosan arányos testű, széles mellkasú, közepesem nagy fejű, kerek koponyájú, turcsi orrú, sima, lágy és fényes szőrzetű; arcszöge mintegy hatvanöt fokot zárt be - egyszóval az emberszabású majmok egyik tökéletes példánya... Emberi szemnél valamivel kisebb szemében élénkség, ész, értelem csillogott; fehér fogsora csakúgy ragyogott bajusza alatt, és kurta szakálla mogyoróbarnán göndörödött.[13] Verne, bár ismerte, de nem fogadta el Darwin elméletét a fajok keletkezéséről, ennek a témának szentelt regénye a Város a levegőben. Verne egyik korai színdarabjának a címe: Csimpánz Úr

## Fejezetek

### Első rész – A levegő hajótöröttei
Első fejezet

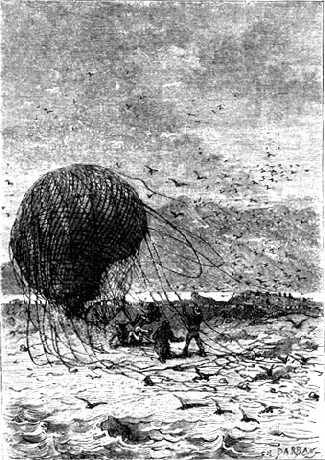
A hajótörés.

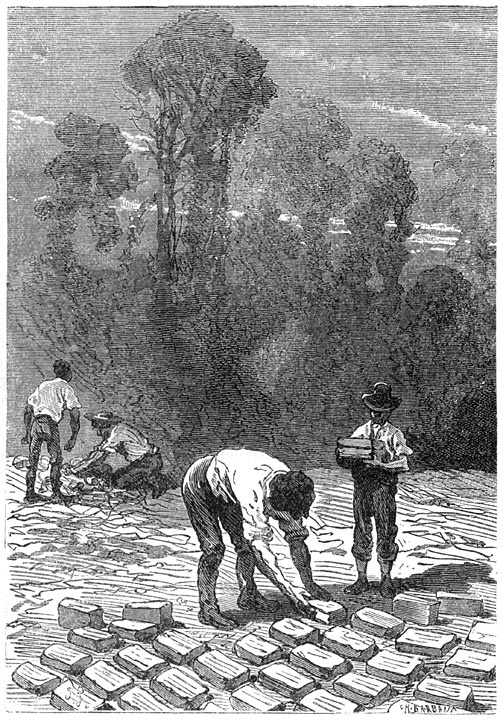
A téglavetéshez láttak.

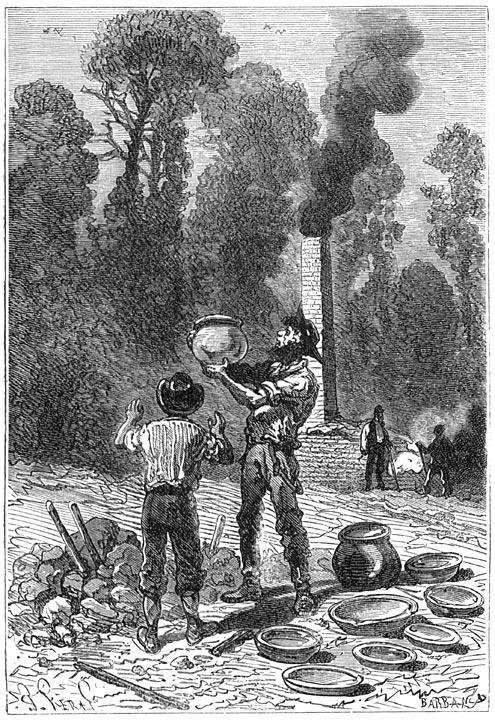
Fazekasok.

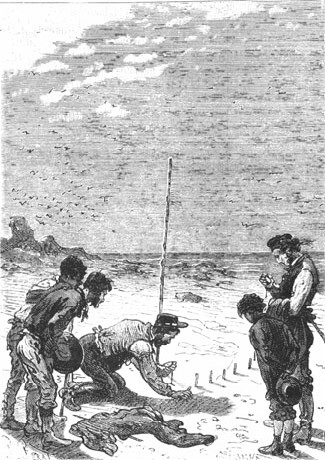
A sziget fekvésének felmérése.

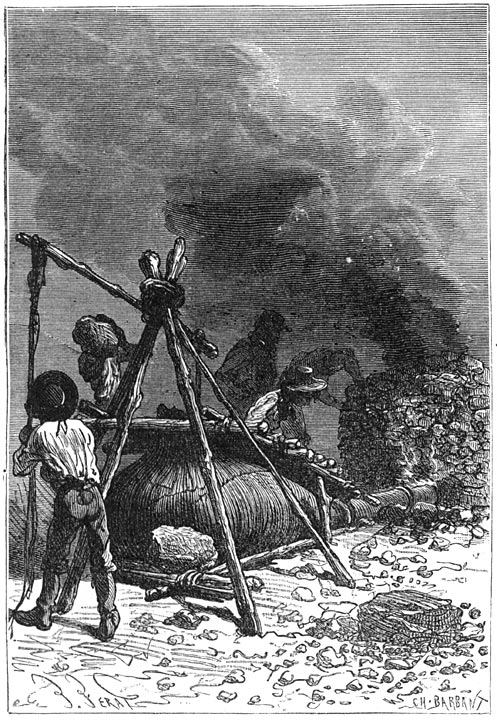
A fúvók munkája.

Az 1865. évi orkán - Vészkiáltások a levegőben - Léggömböt sodor a forgószél - A léggömb burka fölhasad - Ameddig a szem ellát: mindenütt tenger... - A léghajó öt utasa - Mi történt a léghajó gondolájában? - Part a láthatáron! - A dráma végkifejlete
Második fejezet
Az észak-amerikai polgárháború egyik mozzanata - Cyrus Smith mérnök - Gedeon Spilett - Nab, a néger - Pencroff, a tengerész - A fiatal Harbert - Váratlan javaslat - Találkozó este tíz órakor - Indulás viharban
Harmadik fejezet
Délután öt óra - Egy utas hiányzik - Nab kétségbeesése - Kutatás északi irányban - A zátony - Aggodalmak szomorú éjszakája - Hajnali köd - Nab tengerbe veti magát - A hajótöröttek földet látnak - Átkelés a tengerszoros gázlóján
Negyedik fejezet
A lithodomusok - A folyó torkolata - A „Kémény” - A kutatás tovább folyik - Zöldellő fák erdeje - A tűzifakészlet - A hajótöröttek dagályra várnak - A bérctetőn - A tutaj - Vissza a partra
Ötödik fejezet
Berendezkedés a Kéményben - Fogas kérdés: hogyan gyújtsanak tüzet? - A gyufásdoboz sorsa - Kutatás a tengerparton - Az újságíró és Nab visszatér - Egyetlen szál gyufa - Láng lobog a tűzhelyen - Az első vacsora - Az első éjszakázás a puszta földön
Hatodik fejezet
A hajótöröttek leltára - Üres kézzel - A pörköltvászon-darab - Kirándulás az erdőbe - Örökzöld fák közt - A menekülő fénymadár - Vadállatok lábnyoma - A kurukuk - A fajdok - Különös horgászat
Hetedik fejezet
Nab még nem tért haza - Az újságíró tűnődése - A vacsora - Az éjszaka viharosnak ígérkezik - Borzalmas égiháború - A hajótöröttek nekivágnak az éjszakának - Küzdelem az esővel és a széllel - Nyolcmérföldnyire az első táborhelytől
Nyolcadik fejezet
Él-e még Cyrus Smith? - Nab elbeszélése - A lábnyomok - Megoldatlan kérdés - Cyrus Smith első szavai - Megállapítják a nyomok eredetét - Visszatérés a kéménybe - Pencroff megdöbbenése
Kilencedik fejezet
Cyrus, barátai közt - Pencroff próbálkozásai - Összedörzsölt fadarabok - Szárazföld vagy sziget? - A mérnök tervei - A Csendes-óceán melyik részére vetődtek a hajótöröttek? - Az ősrengeteg - A mandulafenyő - Vízidisznó-vadászat - Jó jel: füst gomolyog a sziklák fölött
Tizedik fejezet
Cyrus Smith találmánya - Ami a mérnököt foglalkoztatja - Indulás a hegyekbe - Az erdő - Vulkáni talaj - A tragopánok - A muflonok - Az első fennsík - Táborverés éjszakára - A hegycsúcs
Tizenegyedik fejezet
A kúp csúcsán - A kráter belseje - Körös-körül tenger - Szárazföld sehol - A partvidék madártávlatból - Hegyrajz és vízrajz - Lakott-e a sziget? - Az öblök, szirtfokok, partok és a többi rész keresztelője - A „Lincoln-sziget”
Tizenkettedik fejezet
Az órák egyeztetése - Pencroff elégedett - Gyanús füst - A Vörös patak folyása - A Lincoln-sziget növényzete - Az állatvilág - A hegyi fácánok - Kenguruvadászat - Az aguti - A Grant-tó - Hazatérés a Kéménybe
Tizenharmadik fejezet
Mire jó a nyakörv? - A telepesek íjakat és nyilakat faragnak - A téglagyár - A fazekasműhely - Különféle konyhaeszközök - Az első, fazékban főtt étel - A szentjánosfű - A Dél Keresztje - Fontos csillagászati megfigyelés
Tizennegyedik fejezet
A gránitfal megmérése - A hasonló háromszögek tantételének gyakorlati alkalmazása - A sziget földrajzi szélessége - Kirándulás az északi partvidékre - Az osztrigatelep - Tervezgetések - Mikor delel a nap? - A Lincoln-sziget földrajzi helyzete
Tizenötödik fejezet
A telepesek végleg elhatározzák: a szigeten telelnek - Fémkohászati feladatok - Kirándulás a Menedék-zátonyra - Fókavadászat - Sündisznófogás - A „kula” - Milyen az a katalán módszer? - Vasolvasztás - Hogyan edzik az acélt?
Tizenhatodik fejezet
Megint csak a szálláskérdés - Pencroff ábrándjai - Kutatóút a tó északi partvidékén - A fennsík pereme - A kígyók - A tó csücske - Miért nyugtalankodik a kutya? - Top a tóba ugrik - Küzdelem a víz mélyén - A dugong
Tizenhetedik fejezet
Vizsgálódás a tó körül - A vízáramlás nyomra vezeti a fölfedezőket - Cyrus Smith tervei - A dugong zsírja - Pirit a palarétegek közt - Vas-szulfát - Hogyan készül a glicerin? - Szappanfőzés - Salétrom - Kénsav - Salétromsav - Az újdonsült vízesés
Tizennyolcadik fejezet
Pencroff már semmiben sem kételkedik - A tó eredeti lefolyója - Leereszkedés a föld alá - Út a gránitfolyosón - Top eltűnik - A központi barlangüreg - A földmélyi kút - Új titok - Csákányütés a gránitfalba - Hazatérés
Tizenkilencedik fejezet
Cyrus Smith terve - A Gránitpalota homlokzata - A kötélhágcsó - Pencroff ábrándjai - A gyógyfüvek - A természetes vadaskert - Vízvezeték az új lakásban - Kilátás a Gránitpalota ablakaiból
Huszadik fejezet
Az esős évszak - A ruházkodás kérdése - Újabb fókavadászat - Gyertyaöntés - Berendezkedés a Gránitpalotában - Két kis híd - Visszatérés az osztrigatelepről - Mit talált Harbert a zsebében?
Huszonegyedik fejezet
A hőmérséklet fagypont alá esik - Kirándulás a délkeleti lápvidékre - A fakó rókák - Kilátás a tengerre - Beszélgetés a Csendes-óceán jövőjéről - Az ázalékok szakadatlan munkája - Mi vár a földgolyóra? - A vadászat - A hullámkacsák mocsara
Huszonkettedik fejezet
Csapdák - Rókák - Az ajakos disznók - Szélroham északnyugatról - Hóvihar - Kosárfonás - A tél leghidegebb napjai - Jávorfaszirupból kristálycukor - A titokzatos kút - A telepesek kirándulásra készülnek - Az ólomsörét

### Második rész – A száműzött[1]
Első fejezet

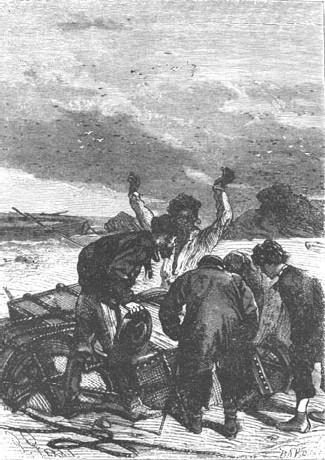
A partra vonszolták a ládát.

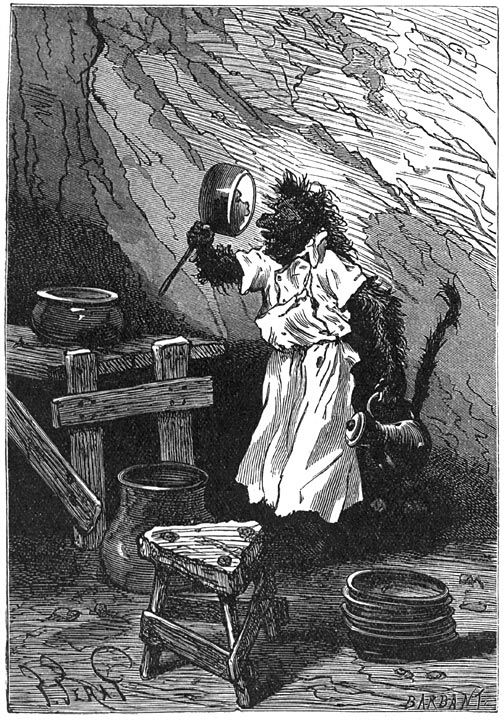
Jupe inas mosogat.

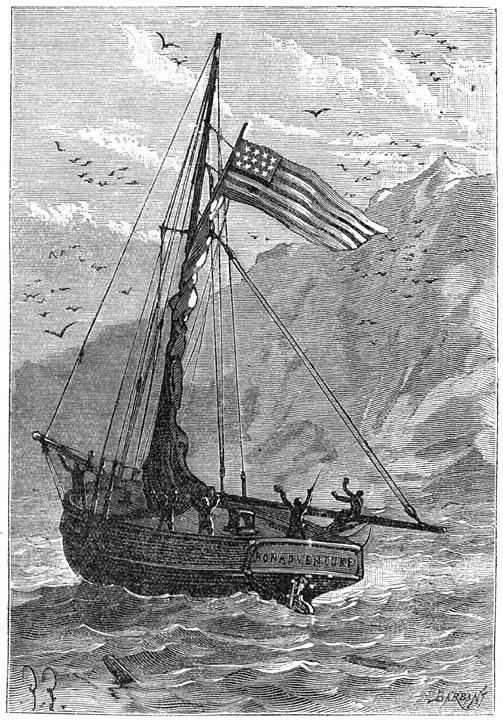
A hajó készen állt.

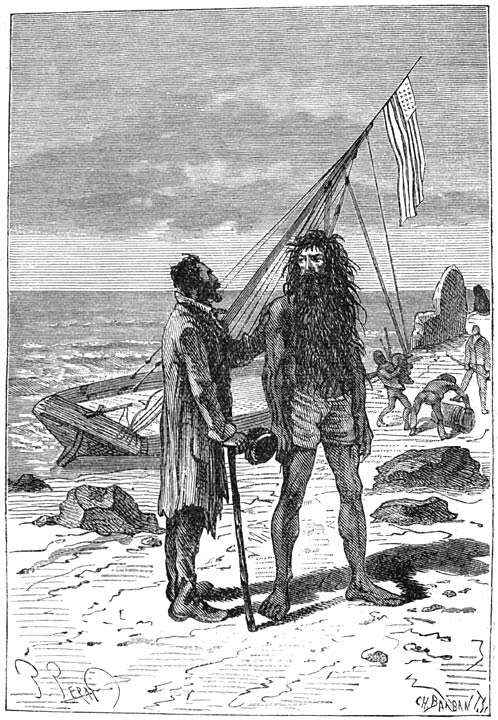
Cyrus és az elhagyatott.

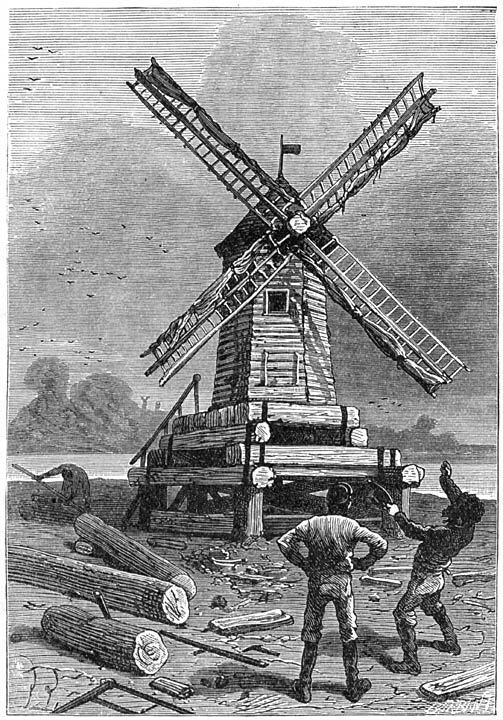
A szélmalom készen volt.

Találgatások - Csónaképítés - Vadászkirándulások - Mit látni a kauri tetejéről? - Minden arra vall: a sziget lakatlan - Nab és Harbert halászfogása - A hátára fordított teknősbéka - A teknőcnek nyoma vész - Cyrus Smith magyarázata
Második fejezet
A pirog próbaútja - Mit vetett partra a tenger? - A ládát vontatókötélre veszik - A szirtfok új nevet kap - A láda tartalma: szerszámok, fegyverek, műszerek, ruhák, könyvek, házieszközök - Mit hiányol Pencroff? - Az Evangélium - A Szentírás egyik szakasza
Harmadik fejezet
Indulás nyugat felé - A dagály - Szilfák és szilcserjék - Különféle növények - A fénymadár - Az erdő arculata - Óriás eukaliptuszok - Miért mondják „lázfának” az eukaliptuszt? - Majomcsapatok - A vízesés - Éjszakai táborozás
Negyedik fejezet
Útban a tengerpart felé - Majomfalkák - Új folyó! - Miért nem duzzasztja föl az új folyót a dagály? - Erdős tengerszegély - A Csúszómászó-fok - Harbert megirigyeli Gedeon Spilettet - A bambuszsortűz
Ötödik fejezet
Gedeon Spilett javaslata: térjenek haza a déli parton - A tengerszegély képe - Kutatás a föltételezett hajótöröttek után - Roncs a levegőben - Természetes kikötő - Éjjel a Hála-folyó mentén - Az elsodort ladik
Hatodik fejezet
Pencroff kiereszti a hangját - Éjszakázás a Kéményben - Harbert nyílvesszője - Cyrus Smith terve - Váratlan megoldás - Mi történt a Gránitpalotában? - A telepesekhez új inas szegődik
Hetedik fejezet
Tervek a közeljövőre - Híd a Hála folyó fölött - Hogyan válik szigetté a Kilátó-fennsík? - A fölvonóhíd - Aratás - Az új patak - Pallók készítése - A baromfiudvar - A galambdúc - Két vad szamár - A vadszamarakat szekérbe fogják - Kirándulás a Léggömb-öbölbe
Nyolcadik fejezet
Fehérneművarrás - Fókabőr cipők - Lőgyapot - Növénytelepítés - Halászat - Teknősbékatojások - Jup mester jól halad tanulmányaiban - A karám - Muflonvadászat - Új növényi és állati kincsek - Emlékezés a távoli hazára
Kilencedik fejezet
Komisz idő - A víz hajtotta fölvonókészülék - Üvegtáblák és üvegedények - A kenyérfa - A karám lakói - Szaporodik a nyáj - Az újságíró kíváncsiskodik - A Lincoln-sziget pontos földrajzi helyzete - Pencroff javaslata
Tizedik fejezet
Hajóépítés - A második búzaaratás - Lajhárvadászat - Új növény: nem éppen hasznos, de valakinek nagy örömet okoz... - Bálna a láthatáron! - A vineyardi szigony - A cethal földarabolása - Mire jó a halcsont? - Május vége - Pencroff leghőbb óhaja teljesül
Tizenegyedik fejezet
A tél - Posztógyártás - A ványolómalom - Pencroff rögeszméje - A bálnaszila csalétkek - Mire használható az albatrosz? - A jövő fűtőanyaga - Top és Jup - Vihar - A szélvész pusztítása a baromfiudvarban - Kirándulás a lápvidékre - Cyrus Smith egyedül marad - Kutatás a kútakna alján
Tizenkettedik fejezet
A bárka vitorlázata és kötélzete - Fakó rókák támadása - Jup megsebesül - Jup lábadozása - Jup meggyógyul - Kész a hajó! - Pencroff, a diadalittas - A B o n a d v e n t u r e - Próbaút a sziget déli partja mentén - Váratlan okmány
Tizenharmadik fejezet
Elhatározzák, hogy útnak indulnak - Föltevések - Előkészületek - A bárka három utasa - Az első éjszaka - A második éjszaka - A Tabor-sziget - Kutatás a parton - Kutatás az erdőben - Sehol senki! - Állatok - Növények - A lakatlan kunyhó
Tizennegyedik fejezet
Mi van a kunyhóban? - Az éjszaka - Néhány betű - Folytatják a kutatást - Növények és állatok - Harbert nagy veszélyben - A bárkán - Indulás hazafelé - Ítéletidő - Az értelem fölcsillanása - Tévelygés a tengeren - A jókor gyújtott irányjelző tűz
Tizenötödik fejezet
A hazatérés - Az utazók beszámolnak kalandjaikról - Cyrus Smith és az ismeretlen hajótörött - A Léggömb-kikötőben - A mérnök próbálkozása - Megható kísérlet - Lecsorduló könnycsepp
Tizenhatodik fejezet
Új rejtély, amely földerítésre vár - Az ismeretlen első szavai - Tizenkét év a Tabor-szigeten! - A feltörő vallomás - Az ismeretlen eltűnik - Cyrus Smith nem csügged - Malom épül - A harmadik aratás - Az első liszt és az első kenyér - Az ismeretlen önfeláldozó cselekedete - Becsületes kézfogás!
Tizenhetedik fejezet
Az ismeretlen még mindig félrehúzódik - Az ismeretlen kérése - A karámbeli majorság - Tizenkét év a Tabor-szigeten! - B r i t a n n i a másodtisztje - A száműzetés - A kézfogás - A titokzatos okmány
Tizennyolcadik fejezet
A telepesek beszélgetése - Cyrus Smith és Gedeon Spilett - A mérnök ötlete - Elektromos távíró - Villanydrót készül - A huzalvonó gép - Az ábécé - Szép évszak - A telep virágzása - Fényképezés - Havas tájkép - Két év a Lincoln-szigeten!
Tizenkilencedik fejezet
A szülőhaza emléke - A szabadulás reménye - Hajóút a sziget körül - Indulás április 16-án - A Kígyó-félsziget a tengerről nézve - A nyugati part bazaltsziklái - Vihar - Leszáll az éjszaka - Különös fordulat
Huszadik fejezet
Éjszaka a tengeren - A Cápa-öböl - Vallomás - Készülődés a télre - Korai, komisz ősz - Kemény hideg - Otthoni munkálatok - Hat hónap múltán - Mit mutat a fénykép? - Váratlan esemény

### Harmadik rész – A sziget titka
Első fejezet

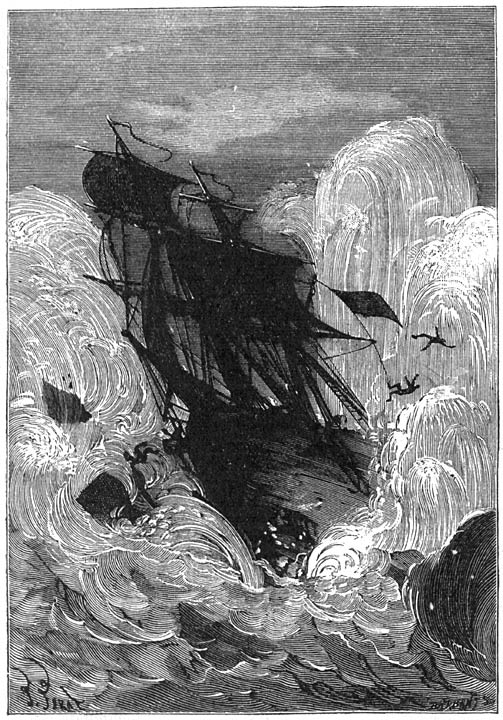
Óriási víztölcsér által felemelve...

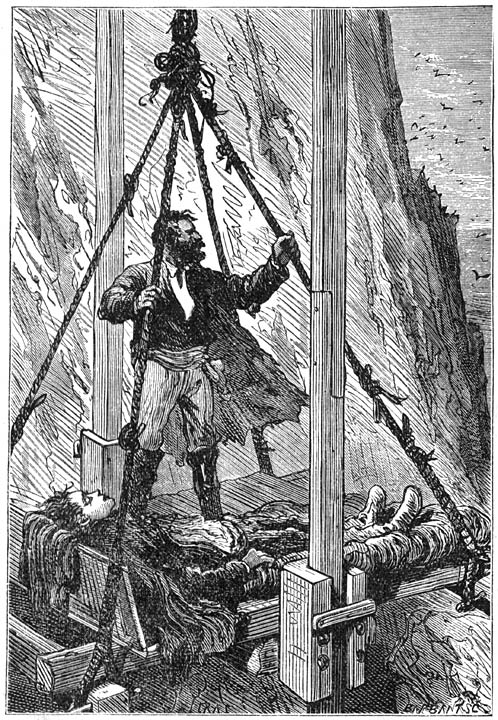
Gépezeten húzták fel.

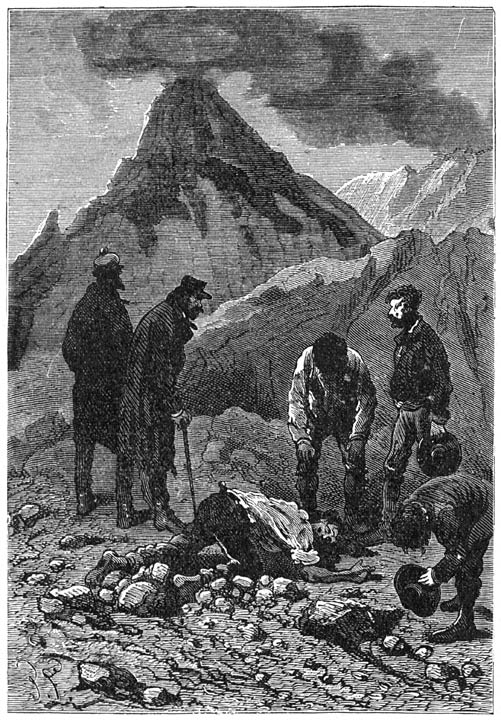
Ayrton letérdelt a földre.

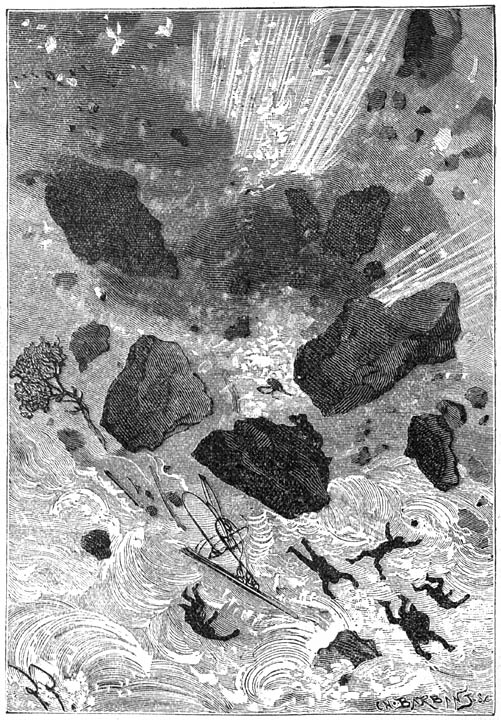
Iszonyú robbanás rázta meg a levegőt.

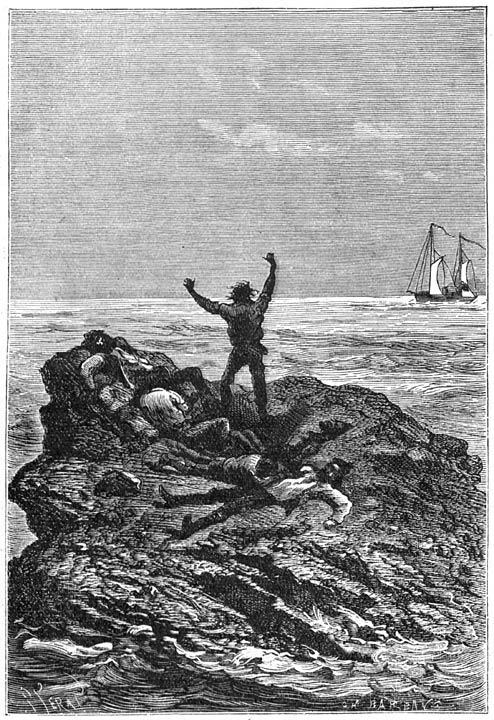
«A Duncan!»

Veszély vagy szabadulás? - Ayrtont a Gránitpalotába hívják - Fontos megbeszélés - Ez nem a D u n c a n ! - Gyanús hajó - Óvatossági rendszabályok - A vitorlás közeledik - Ágyúlövés - A kétárbocos horgonyt vet a sziget előtt - Leszáll az éjszaka
Második fejezet
Megbeszélés - A telepesek sejtelmei - Ayrton javaslata - A telepesek elfogadják a javaslatot - Ayrton és Pencroff a Menedék-zátonyon - A Norfolk-szigeti fegyencek - Mit forralnak a gazemberek? - Ayrton hősies vállalkozása - Ayrton visszatér - Hatan ötven ellen
Harmadik fejezet
Fölszakad a köd - A mérnök utasításai - Három őrhely a parton - Ayrton és Pencroff - Az első csónak - A második és a harmadik - A zátonyon - Hat fegyenc a szigeten! - A brigg fölszedi horgonyát - A S p e e d y lövedékei - Kétségbeejtő helyzet - Váratlan fordulat
Negyedik fejezet
A telepesek a fövényparton - Ayrton és Pencroff mentési munkálatai - Beszélgetés ebéd közben - Pencroff okoskodása - Tűvé teszik a brigg belsejét - Az érintetlen lőporkamra - Új kincsek - A hajótörés utolsó roncsai - Egy törött hengerdarab
Ötödik fejezet
A mérnök megállapításai - Pencroff nagyszabású terve - Ágyúüteg a Gránitpalotában - Négy próbalövés - Mi történjék az életben maradt fegyencekkel? - Ayrton habozása - Cyrus Smith nagylelkűsége - Pencroff enged a közóhajnak
Hatodik fejezet
A fölfedező út terve - Ayrton a karámba megy - Látogatás a Léggömb-kikötőben - Mit vett észre Pencroff a B o n a d v e n t u r e fedélzetén? - Sürgöny a karámba - Ayrton nem válaszol - Indulás hajnalban - Miért nem működik a távíró? - Puskadörrenés
Hetedik fejezet
Az újságíró és Pencroff a karámban - Harbertet a kunyhóba szállítják - A tengerész kétségbeesése - Az újságíró és a mérnök tanácskozása - Hogyan gyógykezelik Harbertet? - Halvány reménysugár - Hogyan értesítsék Nabet? - Megbízható és hűséges küldönc - Nab válasza
Nyolcadik fejezet
Fegyencek a karám környékén - Ideiglenes berendezkedés a kunyhóban - A telepesek folytatják Harbert kezelését - Pencroff föllélegzik - Emlékezés a múltra - Mit rejt a jövő? - Hogyan vélekedik Cyrus Smith ezt illetőleg?
Kilencedik fejezet
Nabről semmi hír - Pencroff és az újságíró ajánlata nem talál meghallgatásra - Gedeon Spilett portyázásai - Szövetfoszlány az erdőben - Üzenet érkezik - Hirtelen indulás - Megérkezés a Kilátó-fennsíkra
Tizedik fejezet
Harbertet a Gránitpalotába szállítják - Nab elbeszéli, mi történt - Cyrus Smith szemleútja a fennsíkon - Rom és pusztulás - Harbert állapota súlyosbodik - A telepesek nem tudják mivel leküzdeni a bajt - A fűzfakéreg - Halálos lázrohamok - Top ismét fölvakkant!
Tizenegyedik fejezet
Megfejthetetlen titok - Harbert ismét lábadozik - Mi vár még fölkutatásra a szigeten? - Fölkészülnek az indulásra - Az első nap - Az első éjszaka - A második nap - A kaurifenyők - A kazuárpár - Lábnyomok az erdőben - Megérkezés a Csúszómászó-fokra
Tizenkettedik fejezet
Fölfedező út a Kígyó-félszigeten - Táborozás a Zuhatag-patak torkolatánál - Hatszáz lépésnyire a karámtól - Gedeon Spilett és Pencroff földerítésre indul - A járőr visszatér - Előre a karámba! - Nyitott kapu - Gyertyavilág az ablakban - Holdfényben
Tizenharmadik fejezet
Ayrton elbeszélése - Mit terveztek Ayrton egykori cimborái? - Berendezkedésük a karámban - A Lincoln-sziget igazságtevő hatalma - A B o n a d v e n t u r e sorsa - Kutatóút a Franklin-hegy környékén - A felső völgyek - Moraj a föld alól - Pencroff válasza - A kráter alján - Hazatérés
Tizennegyedik fejezet
Három év múlt el - Építsenek-e új hajót a telepesek?... - Úgy döntenek: igen!... - A telep gyarapszik - Az ácsszérű - A déli félgömb hideg telei - Pencroff beletörődik a megváltoztathatatlanba - Fehérneműmosás - A Franklin-hegy
Tizenötödik fejezet
Ébredezik a tűzhányó - Nyáridő - Tovább folyik a munka az ácsszérűben - Mi történt október 15-ének estéjén? - Távirat érkezik... - Kérdés - Felelet - Indulás a karámba - Üzenet a kunyhó asztalán - A sürgönyhuzal toldaléka - A bazaltpart vidéke - Dagály - Apály - A barlang - Vakító fény a vízen...
Tizenhatodik fejezet
Nemo kapitány - Első szavai - A függetlenség harcosának élettörténete - Gyűlölete a hódítók ellen - Nemo társai - Élet a tenger alatt - Magánosan - A N a u t i l u s utolsó rejtekhelye a Lincoln sziget mélyén - A sziget titokzatos „őrszelleme”...
Tizenhetedik fejezet
Nemo kapitány utolsó órái - A haldokló végakarata - Emlék az új barátok számára - Nemo kapitány koporsója - Néhány tanács - Az utolsó pillanat - A tenger fenekén
Tizennyolcadik fejezet
A telepesek tűnődései - Újból megkezdik a hajóépítést - 1869. január 1. - Füstoszlop a tűzhányó csúcsán - A kitörés első jelei - Ayrton és Cyrus Smith a karámban - Szemleút Dakkar herceg sírboltjában - Mit mondott Nemo kapitány a mérnöknek?
Tizenkilencedik fejezet
Cyrus Smith beszámol társainak vizsgálódása eredményéről - Lázas munka a hajóépítő műhelyben - Utolsó látogatás a karámban - A tűz és a víz küzdelme - Mi maradt meg a szigetből? - A telepesek elhatározzák, hogy vízre bocsátják a hajót - A március 8-ról 9-re virradó éjszaka
Huszadik fejezet
Magános szikla a Csendes-óceán közepén - A Lincoln-sziget telepeseinek végső menedéke - A halál árnya - Páratlan segítség - Miért és hogyan talált a D u n c a n a Lincoln-sziget helyére? - Nemo kapitány utolsó jócselekedete - Sziget a szárazföldön - Nemo kapitány sírja

## Értékelés
„...a következő regény, a robinzonádok gyöngye: A rejtelmes sziget (L'Ile mystérieuse, 1875). A magára hagyott ember, aki az élet legelemibb szükségleteiért küzd, mélységesen komolynak érzi ezt az életet. Száz Robinzon közül kilencvenöt imádságból épít palánkot elszigetelt élete köré. Lelke a végletek ünnepélyes csúcsai között lengő hinta. A védtelenségből eredő alázat és a «semmiből» teremtés büszkesége egyformán munkálják a «sursum corda» magasztos hangulatát. Ez a hangulat kizárja azt a cinizmust vagy azt a – bármily tiszta hőforrásból lövellő – elkeseredést, amelyre a szatirikusnak szüksége van.
Az átlagos Robinzon misztikus és ösztönös optimista. Fájó honvággyal gondol a többi emberekre, a társadalomra és erőt érez magában minden utópia megvalósításához. A szatirikus süket fülekre találna annál, aki a messziségből jelentéktelennek látja az emberiség apró hibáit, következetlenségeit és gyöngeségeit s csak a nagyvonalú emberi tettek és vágyak emléke sugárzik el hozzá. Robinzon úgy van a társadalommal, mint egy halottal az ismerősei: amíg élt, a gyöngeségek és erények összegezéséből próbálták megállapítani értékének mérlegét, s a gyöngeségeket. amelyek annyi súrlódást idéztek elő, többnek látták, mint az erényeket. Abban a pillanatban, amikor meghal, a gyöngeségek lehervadnak a halál leheletétől és az erények diadalmasan világítanak át a porhüvelyen.
A Rejtelmes sziget robinzonjai is csak nagy célkitűzésekre, szívós törekvésekre emlékeznek az emberiség életéből. Nem csoda: ők maguk is eszményi törekvések mártírjai és így a robinzoni lelket nem az elhagyatottságtól kapták, mint a kereskedő Robinzon, hanem magukkal hozták az emberek világából. Smith Cyrus, a mérnök, Spilett Gedeon, az újságíró és társaik a szecessziós háborúban a rabszolgatartó déliek foglyai és viharos éjjel léghajóra bízzák életüket, hogy tovább küzdhessenek az emberszeretet ügyéért. Smith Cyrus, aki a puszta szigeten a civilizáció munkáját irányítja, istenes tudós. Teleologizmusa talán összefügg célszerűségi érzékével is, amely a mérnöki pályára hajtotta. Komolysága természet dolga ugyan, de elmélyíti felelősségérzete: az ő vállain nyuszik a Lincoln-sziget kis kolóniájának sorsa.
Minden új Robinzon-regényhez ez az első kérdésünk: «Mi újat hozott a helyzethez?» A Rejtelmes sziget első magyar átdolgozója, Szász Károly így jellemezte Verne regényének eredetiségét a Defoe-éval szemben: «Semmi nélkül jutnak a puszta szigetre»; igaz viszont, hogy öten vannak és hogy a XIX. század gyermekei, ami nagy előnyt jelent. «Vernének e regényben célja volt bebizonyítani, hogy a tudomány nemcsak a társaságban élő embernek hasznos, hanem az egyedül levőnek, a társaságtól elmetszettnek is múlhatatlanul szükséges; s hogy ismeretek, tudomány, képesség: ez a kincs, mellyel az ember (mint mondani szokás) a jég hátán is megél.»
Az, hogy hőseink öten vannak, annyira megkönnyíti helyzetüket, hogy a robinzoni problémákat már csak ezért is sokkal szélesebb skálára kell kiépíteni; másrészt, mivel így sem biztosítanák a regény eredetiségét, más, a robinzonádon kívül álló témát is be kell kapcsolni. Ez adja meg a regény hármas beosztását, A három kötet mindegyikén a három főprobléma egyike uralkodik. «A lég hajótöröttjei» az expozíción kívül a robinzonád technikai részével foglalkozik (tűz, növényzet, lakás stb.). «Az elhagyatott» a Robinzon erkölcsi, lélektani problematikájára tereli figyelmünket, mert hőse Ayrton, Grant kapitány árulója, aki a szomszédos Tabor-szigeten elvadultan élt s Smith Cyrusék mentik meg s melegítik föl szívét. Már az első két rész felszínén is föl-fölbukkantak egy ismeretlen szál «rejtelmes» öltései: a tengerbe zuhant mérnök csodálatos menekülése; az Ayrton hollétéről tanúskodó palack, amely azonban nem tőle származik; az őrtűz, amelyet valaki más gyújtott a hajó irányítására stb. A harmadik rész címével is elárulja, hogy nem a robinzonádhoz tartozik, hanem a rejtelemregényhez: «A sziget titka» izgat bennünket s ennek már kevés köze van a tudományhoz.
Minden robinzoni idillben benne van a romlás csírája, mint a gyümölcsben a féreg. A Rejtelmes sziget második részének végén észreveszik a kalózhajót és ha a titokzatos protektor föl is robbantja, a kolónia pusztulását ő sem akadályozhatja meg. S azután ő maga is eltávozik az élők sorából: Nemo kapitány — mert ő volt — meghal, s az örökre elsüllyedt Nautilus, a sziget szíve, megszűnik dobogni. Mintha a természet is csak erre várna a sziget gyors feloszlásával. A vulkánba beomlik a víz. a Lincoln-sziget felrobban s csak az a pici szirt marad belőle, amelyen az Ayrtonért jött «Duncan» megtalálja Smith Cyrust és társait.
A regény harmadik részében mindig közelebb jön s végre — de csak a halál kényszerítésére — előlép az a valaki, aki a regénnyel a «rejtelmes» jelzőt megérdemelteti. A legelterjedtebb Mystéres titokzatos hőse is herceg, s ő is magán-bíróként avatkozik mások ügyeibe, mint Nemo kapitány. De míg a fiatal Nemo, a Húszezer mérföld hőse, inkább büntet, mint jutalmaz, addig öregkorában jótevő remetévé változik. Régen harcba szállt Angliával, a tengerek királynőjével; most alig hagyja el szigetét s megelégszik azzal, hogy gondviselése legyen öt derék embernek. Mint a középkori epikus hősök, ő is megéri a zajos «chevalerie» után a csöndes «moniage» korát, amely sohase lehet el a vezeklés fűszere nélkül. Aronnax nem tudta helyeselni a bosszúálló Dakkar vérengzését, s az öreg Nemo mintha már Aronnax szemével látná a múltat: feloldozást vár utolsó látogatóitól és a fiatal Harbert hálája nyugtatja meg lelkét a fekete küszöbön. A «justicier» életének második felvonása ez. s így válik tökéletesen rokonszenvessé és mélyebben emberivé Verne egyik legjellegzetesebb alakja.
A «justicier» elcsépelt szerepkörét mégsem érezzük idegen ballasztnak a tudományos regény gondolájában. Hiszen Nemo kapitány maga is tudós és fölfedező, s közbelépése rendszerint alkalmas ürügy az ismeretterjesztésre. Egyébként a regénynek úgysincs egységes tudományos alapötlete, hanem a robinzonád és Nemo bűvészmutatványai ontják a különböző tudományok népszerűsítésének bőséges alkalmait.
Érdemes megfigyelni, mennyire pontosan illenek egymásba az idealista regény fogaskerekei. A kalózok megtámadják Lincoln-szigetet. Ayrton, aki kalózi múltját csak egy nagy áldozattal moshatja le, odaúszik a kalózhajóhoz, hogy kikémlelje. S amikor a sziget katasztrófája egyetlen szirtre korlátozza a kis kolóniát. Ayrton révén menekülhetnek meg, akivel könyörületességet gyakoroltak. De hogyan került a «Duncan» ide? Úgy, hogy Nemo kapitány a Tabor-szigeten hagyott értesítéssel a Lincoln felé irányítottá Grant Róbertet; ez volt a legutolsó, posztumusz jócselekedete.”

– Hankiss János

### A nagy trilógia?
Szokás Verne három művét – Grant kapitány gyermekei, Nemo kapitány és A rejtelmes sziget – trilógiának nevezni. A Verne műveket elemzők álláspontja nem egységes a trilógia vagy nem trilógia kérdésében.
Az igazság az, hogy a Grant kapitány és a Nemo kapitány között nincs semmi kapcsolat, ha csak az nem, hogy mindketten körbehajózzák a Földet. De a két regény cselekménye egyetlen ponton sem kapcsolódik össze, még csak említés, utalás sincs egyik regényben sem a másikra, nincs közös szereplőjük sem.
A rejtelmes szigetben is szerepel a Grant kapitányban megismert Ayrton, aki a Grant kapitány regényben elkövetett cselekedeteiért bűnhődik, de a rejtelmes sziget története szempontjából ez, egyetlen kivétellel, irreleváns. Az egyetlen kivétel annak magyarázata, miért remélhetik a sziget telepesei, hogy a Grant kapitányban megismert Duncan gőzjacht megmenti őket. A rejtelmes sziget történetének értékét nem csökkentette volna, ha nem Ayrton a bűnbánó szigetlakó és ha nem a Duncan menti meg őket – Verne számára Ayrton szerepe, a második rész, amelynek alcíme A száműzött, az erkölcsi tartásról, megtisztulásról szólt. A Grant kapitány történetszál beemelése mögött többen a kiadó Hetzelt vélik. A Grant kapitány sikere Ayrton szereplésével segíthette a rejtelmes sziget eladását, sikerét.
A Nemo kapitány regény zárása nyitva hagyta a kérdést, mi lett Nemo és a Nautilus sorsa. A rejtelmes sziget első részében csupán kétszer segít Nemo a telepeseken, először megmenti a tengerbe zuhant Cyrus Smitht, másodszor megmenti a Grant-tóban küzdő Top életét. Egyes kézirat elemzések szerint ez a két jelenet utólag került be a majdnem kész első részbe, amikor Verne és Hetzel megállapodott Nemo szerepeltetéséről. Nemo megjelenése növelte a regény iránti érdeklődést, módott adott Vernének, hogy egyik kedvenc hősétől méltó búcsút vegyen. Sőt, élete végére Nemo kapitány az emberiség tagadójából annak igenlőjévé vált, így válaszolta meg Verne a Nemo megjelenését követő kritikákat, melyek szerint a kapitány néhány esetben, különösen az angol hajó elsüllyesztésekor, az ifjúság számára rossz példát mutatott.
Nemo és a Nautilus könnyű megoldást kínált Vernének, hogy lehet egy szigeten elrejteni a jótevőt. Ugyanakkor a jótettek nem képezik a Nemo kapitány regény szerves folytatását. A kapitány haldoklása során tett vallomása életéről valóban a Nemo kapitány regény nyitva maradt kérdéseire ad választ, viszont nincs sok köze a rejtelmes sziget cselekményéhez.

### Kusza időrend
A rejtelemes sziget kapcsán minden elemzés megemlíti az időproblémát. A három regényben szereplő dátumok ellentmondásosak.
Cyrus Smith és társai kalandjai 1865-től, Richmond ostromától 1869-ig zajlanak. A Grant kapitány gyermekei című regény a Britannia 1862-es elsüllyedésével kezdődik és a kapitány 1864-es megmentésével végződik. Ayrtont a regény utolsó lapjain teszik ki Tabor-szigetére, így alig pár évet tölt ott magányosan és nem tizenkettőt. Verne ezért ebben a regényében tíz évvel "visszadátumozza" Ayrton kitételét.
A Nemo kapitány (Húszezer mérföld a tenger alatt) cselekménye 1866-1867 között zajlik. Aronnax beszámolóját az utazásról legkorábban 1868, második félévében tehette közzé, ezt Cyrus Smith nem olvashatta, hiszen akkor már a Lincoln-szigeten volt. Így nem ismerheti fel Nemo kapitányt Pierre Aronnax története alapján. Nemo kapitány életkorával is gond van, a Húszezer mérföldben még csak ötven év körüli, ebben a regényben pedig hetvennek mondja magát.
Verne tudományos alapossággal írt műveiben ugyan akadnak ellentmondások, de ilyen méretű és számosságú nem jellemző az íróra. Több Verne kutató szerint Ayrton, Grant és Nemo felbukkanása Hetzel sugallatára történt. Verne számára Ayrton azért volt elfogadható, mert így az emberi megbocsátásról írhatott, bizonyíthatta Defoe-val szemben vallott tételét: hosszú magány elállatiasodáshoz vezet. Nemo megjelenésével felmenthette egyik, ha nem a legkedvesebb hősét a könyv megjelenése óta ért vádaktól.
Ismert, hogy Verne a sziget teljes elpusztulását tervezte befejezésképp, de Hetzel elvetette ezt a megoldást. A regényben egy albatroszra bíznak segélykérő üzenetet – lehet, hogy ez lett volna a Grant és Nemo nélküli menekülés útja.

## Érdekességek
- Egyébiránt a humor sem hiányzott belőle. Ő volt az, aki a Fekete-folyónál zajló összecsapás idején két óra hosszat diktálta távírógépbe a Biblia első fejezeteit, hogy ekként őrizze meg helyét a sürgönyhivatal ablakánál, és végül is elsőként jelenthesse lapjának a csata kimenetelét. Ez a csíny kétezer dollárjába került a New York Heraldnak, de mégiscsak ez az újság kapta meg elsőként a tudósítást.[10] Verne korának egyetlen gyors távközlési eszközének e módon történt lefoglalását más regényeiben is említi:  Szóval Blount nekifogott, hogy a Biblia szövegét sürgönyözze le: így akart időt nyerni, s versenytársát így próbálta meg távol tartani a távírótiszttől. Lehetséges, hogy ez a manőver lapjának néhány ezer rubeljébe kerül majd, de eléri vele, hogy az értesül elsőnek a szibériai eseményekről. Franciaország várjon addig! (Sztrogof Mihály, XVII. fejezet Tudósítók munkában).
- Mint minden lábadozót, őt is valóságos farkasétvágy gyötörte, az újságíró pedig ezúttal hagyta, hadd tömje kedvére a gyomrát, mert bízott benne, hogy ösztönös mérséklete - amely a nála értelmesebb lényekből nagyon gyakran hiányzik - minden szertelenségtől megóvja az orangutánt.[25]
- Egyébiránt évente csak négyszer rendeztek nagymosást, akárcsak a régimódi családokban szokás[26]
- Ilyen az emberi természet. Szükségét érzi, hogy maradandó művet alkosson, olyat, amely túléli őt magát: ez épp egyik jele annak, hogy az ember ennyivel magasabb rendű, mint bármely más lény. S többek közt ez az, aminek világuralmát köszönheti, és ami világuralmának jogosságát igazolja.[27]
- Némelyiküket teljesen elborítja a tengerár; más üregek mélyén pedig belső tavak rejlenek. Ilyen a Hebridák egyikén, a Staffa szigeten levő Fingal-barlang, a bretagne-i Douarnenezi-öböl Morgat-barlangja, ilyenek a korzikai Bonifacio-barlangok, a norvégiai Lyse-fjord barlangjai, és végül ilyen az óriási, ötszáz láb magas és több mint húsz mérföld hosszúságú, kentuckybeli Mammuth-barlang![27] A Fingal-barlang a Zöld sugár, a Morgat-barlang a Chanteleine grófja, a Mammouth-barlang pedig A különös végrendelet Verne regényekben szerepel.
- Én nem hiszek a szerencsében, és nem hiszek a világ rejtelmeiben sem! Minden érthetetlennek látszó jelenségnek természetes oka van, s ezt az okot előbb vagy utóbb fölkutatom. Addig is figyeljünk és dolgozzunk...[28]
- Nemo utolsó szavai: "Isten és a hazám!" Verne kézirata szerint: "Függetlenség!"[28]
- A sziget lakók először a fényképen veszik észre a feléjük közeledő kalózhajót. A kinagyított fénykép A két Kip testvér Verne regényben is fontos szerepet kap.
- A regény hősei léggömbön szöknek meg. Verne a légi-utazás nagy rajongója volt, ezt bizonyítja számos repüléssel kapcsolatos regénye: Öt hét léghajón, Hódító Robur, A Világ Ura, Dráma a levegőben
- Verne többször írt robinzonádot: A Robinsonok iskolája, Kétévi vakáció, Új hazában vagy A Jonathan hajótöröttei. De ide sorolható Az örök Ádám is, bár ezt a regényt részben Verne fia, Michel Verne írta.

### A Lincoln-sziget

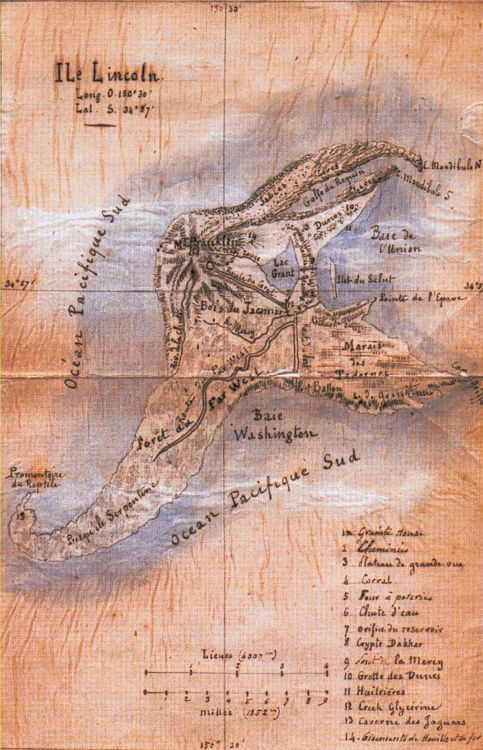
A rejtmes sziget térképe. Jules Férat rajza. Illusztráció az első francia nyelvű kiadásból.

A Lincoln-sziget nem létező sziget a Csendes-óceán déli részén a francia Tuamotu-szigetektől délre és Új-Zélandtól keletre. A szigetet Jules Verne találta ki A rejtelmes sziget regénye helyszínéül. A regény végén a szigeten levő vulkán kitörése elpusztítja a kitalált szigetet. A Lincoln-sziget a Csendes-óceán déli részen található. Legközelebbi sziget Mária Terézia-sziget, francia nevén: Île Tabor (d. sz. 37° 00′ 00″, ny. h. 151° 13′ 00″37.000000°S 151.216667°W). Valójában a legközelebbi tengerből kiemelkedő hely: Marotiri d. sz. 27° 55′, ny. h. 143° 26′27.916667°S 143.433333°W, egy szikla. Hasonlatos ahhoz, ami a Lincoln-szigetből maradt.
Verne egy irreális szigetet mutat be, botanikai és ásványi szempontból egyaránt elképzelhetetlen gazdagsággal, ezt maga is érzékelte:
Elhiszi-e, Cyrus úr, hogy az óceánon különleges szigetek vannak a hajótöröttek számára?
- Hogy érti ezt, Pencroff? - kérdezte a mérnök.
- Úgy, hogy vannak szigetek, amelyek csak arra jók, hogy kellemessé tegyék a hajótörést, és a szegény ördögök könnyen boldoguljanak rajtuk.
Rendkívül furcsának tartom, hogy ezen az aránylag kicsiny szigeten ilyen változatosak a terepviszonyok. Ilyen sokféle tájalakulat természetszerűleg inkább csak nagyobb, összefüggő szárazföldeken figyelhető meg. Szinte azt hinné az ember, hogy a Lincoln-sziget nyugati, gazdag, termékeny oldalát a Mexikói-öböl meleg hullámai locsolják, északi és délkeleti partjai viszont a Jeges-tenger mellékén húzódnak.
Én szintén különösnek találom ezt a szigetet, az alakját és a jellegét tekintve is. Minden megvan rajta, ami általában csak nagyobb szárazföldeken található, s ezért nem is csodálkoznék, ha kiderülne, hogy valaha csakugyan kontinens volt.
A sziget méretével, a távolságokkal kapcsolatban is számos következetlenséggel találkozik a kritikus szemű olvasó. A könyvben megjelent térképen megadott hosszúságok és a könyvben szereplők eltérnek, a szereplők néha percek alatt tesznek meg kilométereket, máskor pedig csigalassúsággal haladnak.

### A tudomány szerepe
A kiadó Hetzel Vernével kötött szerződése értelmében Verne a kamaszoknak írta regényeit. A cél az volt, hogy az olvasó így tanuljon meg fontos földrajzi-, biológiai-, kémiai- és fizikai ismereteket. A rejtelmes sziget az elméleti tudás gyakorlati hasznára mutat rá szinte minden lapján.
Cyrus Smith megoldásai, a teljesség igénye nélkül
- tűzgyújtás: két zsebóra üveglapjának felhasználásával[32]
- tégla vetés, égetés: a Grant-tó parti agyagpalából, téglából kemence építése[33]
- agyagedény készítés: kemencében kiégetett agyag[33]
- csillagászat: a nap delelő pontja és a Richmondtól mért időeltolódásból[33]
- magasságmérés: a hasonló háromszögek segítségével[34]
- fémkohászat: vas kinyerése magnetitből és piritből[35]
- vasolvasztás: katalán módszerrel, fókabőr fujtatóval[35]
- acélgyártás: olvasztóüsttel[35]
- vasszulfát: piritből tűzzel és ülepítéssel[36]
- glicerin: dugong zsírjából, mészből, növény égetésből nyert szódával[36]
- szappan főzés: dugong zsírjából[36]
- kénsav: vaszulfát hevítéssel[36]
- salétromsav: kénsav és salétrom[36]
- nitroglicerin (robbanóanyag): salétromsav és glicerin[36]
- sztearingyertya: fókazsírból mésszel margarinsav és sztearinsav, ezekből gyertya[37]
- kosár: sárfűzberek vesszőkből[38]
- cukor: juharnedvből[38]
- vízhajtásos felvonó: távvezérelhető lapátos malomkerékkel[3]
- Lőgyapot: földibodzából cellulóz, salétromsav[39]
- Üvegtáblák és üvegedények: homok, mész és hamuzsír vagy nátrium-szulfát, illetve nátrium-karbonát[3]
- ványolómalom: emeltyűt kalapáltak egy vízszintes gerendára[40]
- posztógyártás: kallózással nemezlapgyártás[40]
- A huzalvonó gép: acéllap különböző átmérőjű kúp alakú lyukakkal[41]
- galvánelem: salétromsav, hamuzsíroldat, cink (talált láda belső védő burka)[41]

és még építettek
- pallókat
- hidakat
- karámot
- baromfiudvart
- galambducot
- szélmalmot
- másfél hajót
- ácsszérűt

## Magyar kiadások
A felsorolás az Országos közös katalógus és könyvtárközi kölcsönzés adatai alapján készült. A szögletes zárójelbe írt információ bizonytalan.
Az 1950-es, 60-as években az állami ideológiának megfelelően a magyar kiadások kihagyták a vallásra történő utalások nagy részét. 1980-tól azonban már az eredeti szövegnek megfelelő magyar fordítás szerepelt a hazai kiadásokban is.
- A Rejtelmes sziget, fordító: Szász Károly, Budapest, Franklin, 1886
- A Rejtelmes sziget, fordító: Szász Károly, Budapest, Franklin, 1895, 1904, [1910], [1924], [1925], [1943]
- A Rejtelmes sziget, fordító: Zempléni P. Gyula, Budapest, Eisler, 1898, a regény a Verne Gyula összegyűjtött munkái sorozatban jelent meg
- Rejtelmes sziget, Budapest, Ifjúsági Kiadó, 1953, 1954, 1955 fordító: Vázsonyi Endre, Férat és Barbant nyomán illusztráció: Tedesco Anna
- Rejtelmes sziget, Budapest, Ifjúsági Kiadó, 1955, 1961 fordító: Vázsonyi Endre, Férat és Barbant nyomán illusztráció: Tedesco Anna, készült a román-magyar közös könyvkiadás keretében
- Rejtelmes sziget, Budapest, Móra Kiadó, 1955, [1957], fordító: Vázsonyi Endre, illusztráció: Tedesco Anna
- Rejtelmes sziget, Budapest, Móra Kiadó, 1957, [1958], fordító: Vázsonyi Endre, illusztráció: Tedesco Anna, készült a román-magyar közös könyvkiadás keretében
- Rejtelmes sziget, Budapest, Szépirodalmi Kiadó, 1965, fordító: Vázsonyi Endre, illusztráció: Würtz Ádám
- Rejtelmes sziget, Budapest, Móra Kiadó, 1965, fordító: Vázsonyi Endre, illusztráció: Würtz Ádám, Lukáts Kató, megjelent Az én könyvtáram sorozatban
- A Rejtelmes sziget, Bratislava/Budapest, Madách/Athenaeum), 1980, fordító:: Majtényi Zoltán, illusztráció: Hegedüs István, megjelent a csehszlovák-magyar közös könyvkiadás keretében százhúszezer példányban
- A Rejtelmes sziget, Bratislava, Madách Kiadó, 1989, fordító:: Majtényi Zoltán, megjelent a csehszlovák-magyar közös könyvkiadás keretében
- A Rejtelmes sziget, Budapest, Móra Kiadó, 1989, fordító: Majtényi Zoltán
- A Rejtelmes sziget, [Pécs], Alexandra, [1995], átdolgozta: Szász Károly
- A Rejtelmes sziget, [Kozármislény], Alexandra Kiadó, [1995], átdolgozta: Szász Károly, a Verne Gyula összes munkái soroztaban jelent meg
- A Rejtelmes sziget, Budapest, Unikornis Kiadó, 1999, fordító: Majtényi Zoltán, illusztráció: Fabó Attila László, a Verne Gyula összes munkái soroztaban jelent meg
- A Rejtelmes sziget, 2001, fordító: Majtényi Zoltán
- A Rejtelmes sziget, Budapest, Holnap, 2002, 2006, 2007, 2010, 2013, 2017m fordító:: Majtényi Zoltán
- A Rejtelmes sziget, Üllő, Regun, [2007], fordító:: Majtényi Zoltán, átdolgozta: Fenyő Áron, a Verne Gyula összes átdolgozott műve és a Regun ifjúsági könyvtár sorozatban jelent meg
- A Rejtelmes sziget, Budapest, Népszabadság Kiadóvállalat, 2008, fordító: Zempléni P. Gyula, a Népszabadság könyvek sorozatban jelent meg
- A Rejtelmes sziget, Szeged, Könyvmolyképző Kiadó, 2010, fordító:: Majtényi Zoltán, a Jonatán könyvmolyképző sorozatban jelent meg
- A Rejtelmes sziget, [Budapest,] GoodBook, 2011, fordító:: Majtényi Zoltán, e-könyv
- A Rejtelmes sziget, Budapest, Magyar Elektronikus Könyvtárért Egyesület HTML PDF

### Magyar képregények[42]
| Magyar cím         | Forgatókönyv      | Rajz           | Közlés helye  | Közlés ideje         | Folytatások száma | Össz. oldal | Képek száma | Típus, megjegyzés |
| ------------------ | ----------------- | -------------- | ------------- | -------------------- | ----------------- | ----------- | ----------- | ----------------- |
| A rejtelmes sziget | Sebők Ferenc      | Szemere Antal  | Tábortűz      | 1959.12. - 1959.24.  | 13                | 53          | 152         | fekete-fehér rajz |
| A rejtelmes sziget | Cs. Horváth Tibor | Fazekas Attila | Népszava      | 1975.07.15. - 11.10. | 100               | 100         | 300         | fekete-fehér rajz |
| A rejtelmes sziget | Cs. Horváth Tibor | Fazekas Attila | Füles évkönyv | 1993                 | 1                 | 37          | 296         | fekete-fehér rajz |